# FC Tranzit
FC Tranzīts (łot. Futbola centrs "Tranzit") – łotewski klub piłkarski z siedzibą w Windawie.

## Historia
Drużyna piłkarska Tranzit została założona w 2006. W tym że roku klub debiutował w rozgrywkach Pirma liga (II liga). W sezonie 2008 zajął 2. miejsce i w meczach play-off zdobył awans do Virsligi.

## Sukcesy
- Mistrzostwo Łotwy:

7. miejsce: 2009
- Puchar Łotwy:

1/8 finału: 2006